# Dens (Nentershausen)
Dens ist ein Ortsteil der Gemeinde Nentershausen im Landkreis Hersfeld-Rotenburg in Hessen.  Das Dorf hat etwa 170 Einwohner und liegt auf etwa 320 m Höhe rund 2,5 km nordwestlich des Gemeindehauptorts und etwa 6 km südwestlich von Sontra. Es ist über die Kreisstraßen K53 und K54 erreichbar.

## Geographische Lage
Der Ort liegt im Sontraer Hügelland (Naturraum 357.3), einer offenen Zechsteinlandschaft zwischen den bewaldeten Buntsandsteinhöhen des Stölzinger Gebirges (357.4) im Westen und des Solztrottenwaldes (357.21) im Osten. Dens liegt am Oberlauf des Maßholderbaches, der über die Hasel, Sontra und Wehre in die Werra entwässert.

## Geschichte
Ein Dokument des Hessischen Staatsarchivs Marburg bestätigt, dass der Ort Dens erstmals 1195 in der Schreibweise „Tense“ urkundlich erwähnt wurde; Papst Coelestin III. bestätigt darin dem Kloster Germerode den Besitz von Dens. An anderer Stelle wird in dieser Urkunde auch ein „Superior Tense“ erwähnt; ob damit ein eigenständiges Dorf Oberdens oder ein höher gelegener Teil in der Ortslage Dens bezeichnet wurde, bleibt ungewiss.
Die mittelalterliche Geschichte des Ortes ist zunächst eng mit der Burg Rotenberg verknüpft. Ein umfangreiches Güterverzeichnis eines Helfericus, Castellanus in Rothenberc aus dem Jahre 1254 listet Dens in dessen Güter-Schenkung an das Hersfelder Tochterkloster im benachbarten Breitenbach auf; Helfrich von Rotenberg war noch ein Lehnsmann und Burgverwalter der Thüringer Landgrafen. In einer nicht genau datierten Urkunde zwischen 1302 und 1312 wird Dens im Zusammenhang mit einer Güterschenkung an das Kloster Cornberg genannt. Im 14. Jahrhundert gelangte Dens in den Besitz der Landgrafen von Hessen; diese gaben es als Lehen oder Pfand an die Herren von Berneburg und von Baumbach, welche auch im benachbarten Nentershausen auf der Burg Tannenberg saßen. Seit dem 15. Jahrhundert zählte Dens zum hessischen Amt Sontra. Die Denser Kirche war zu dieser Zeit schon Filialkirche der Nentershäuser Pfarrei.
Im Zuge der hessischen Gebietsreform fusionierten die bis dahin selbständigen Gemeinden Bauhaus, Dens, Mönchhosbach, Nentershausen, Süß und Weißenhasel zum 31. Dezember 1971 zur neuen Großgemeinde Nentershausen. Für Dens wurde ein Ortsbezirk mit Ortsbeirat und Ortsvorsteher nach der Hessischen Gemeindeordnung gebildet. Er umfasst das Gebiet der ehemaligen Gemeinde Dens.

## Kultur und Sehenswürdigkeiten
Für die unter Denkmalschutz stehenden Kulturdenkmale des Ortes siehe die Liste der Kulturdenkmäler in Dens.

### Dorfkirche
Die Evangelische Kirche Dens steht nachweislich auf Fundamenten einer mittelalterlichen St.-Martin-Kapelle, wie Ausgrabungen im Sommer 1978 bestätigen konnten. Das Kirchengebäude ist ein massiver rechteckiger Saalbau von 17,50 m × 7,00 m Grundfläche. Über dem Haupteingang verweist die Jahreszahl 1786 auf einen späteren Um- oder Ausbau. Dank der Grabung konnte die Baugeschichte weiter erhellt werden.

### Denser See
Am östlichen Ortsrand befindet sich in einer trichterförmigen natürlichen Senke der „Denser See“ – ein etwa 0,8 Hektar großer Natursee mit einer mittleren Tiefe von etwa 13 m. Besonderheit des sagenumwobenen Gewässers ist die gelegentliche intensive Rotfärbung des Wassers, das seltene Phänomen wurde in der Kirchenchronik bereits 1604 notiert und stets als böses Omen gedeutet. Durch wissenschaftliche Untersuchungen konnte die Ursache in einem massenhaften Auftreten von Wasserflöhen erkannt werden, welche bei bestimmten Umweltbedingungen ihre Stoffwechselvorgänge umstellen und einen intensiv roten Farbstoff erzeugen. Der See wurde als Naturdenkmal ausgewiesen und ist Anlass für das traditionelle „Denser Seefest“.

## Politik
Der Ortsbeirat besteht aus fünf Mitgliedern. Nach den Kommunalwahlen in Hessen 2021 gehören ihm fünf fraktionslose Mitgliedern an. Ortsvorsteher ist Michael Vogel.

## Persönlichkeiten
- Karl-Ernst Schmidt (* 1949 in Dens), Diplom-Landwirt und Politiker, Landrat des Landkreises Hersfeld-Rotenburg